# Hommage à André Mathieu
Hommage à André Mathieu est un album de musique d'Alain Lefèvre créé pour rendre hommage à André Mathieu, son musicien préféré. Il a paru le 15 mars 2005 chez Analekta et a depuis été vendu à plus de 40 000 exemplaires.

## Titres
1. Concerto de Québec
2. Printemps canadien
3. Été canadien
4. Prelude No.5
5. Berceuse
6. Laurentienne No. 2
7. Bagatelle No. 1
8. Les mouettes
9. Tristesse
10. Bagatelle
11. Abeilles piquantes
12. Fantaisie en sol mineur (Boris Petrowski)
13. Valse de style (Walter Boudreau)